# 64 minutes chrono
Pour plus de détails, voir Fiche technique et Distribution.
64 minutes chrono (Line of Duty) est un film d'action américain réalisé par Steven C. Miller, sorti en 2019.

## Synopsis
Frank Penny est un flic démoralisé et fatigué. Alors qu'il circule dans la rue, il se lance à la poursuite d'un malfaiteur qu'il abat en légitime défense. Ses supérieurs lui apprennent qu'il a tué malencontreusement le criminel qui était leur seule piste pour retrouver la fille du chef de la police, kidnappée par des inconnus. Dès lors, Penny se voit retirer son arme à feu et son insigne. Mais il apprend que la disparue est enfermée dans un réservoir dont l'eau monte inexorablement et qu'il lui reste 64 minutes avant de mourir noyée. Penny désobéit aux ordres de la police et fait tout son possible pour la retrouver et la sauver. Épaulé par une star des réseaux sociaux accro à sa caméra, il court contre le temps pour lui sauver la vie mais tout se complique lorsque son ravisseur le traque pour venger la mort de son frère qu'il a abattu.

## Fiche technique
- Titre original : Line of Duty
- Titre québécois : Ligne d'attaque
- Titre français : 64 minutes chrono
- Réalisation : Steven C. Miller
- Scénario : Jeremy Drysdale
- Montage : Stan Selfas
- Musique : The Newton Brothers
- Photographie : Brandon Cox
- Production : Craig Chapman, Scott Lastaiti et Myles Nestel
- Sociétés de production : Saban Films, The Solution Entertainment Group et Ingenious Media
- Société de distribution : Saban Films (États-Unis), VVS Films (Québec), Swift Entertainment (France)
- Pays d'origine :  États-Unis
- Langue originale : anglais
- Format : couleur
- Genre : action
- Durée : 126 minutes
- Dates de sortie :
  - États-Unis : 22 novembre 2019
  - Canada : 21 janvier 2020 (en DVD et Blu-ray)
  - France :
    - 18 mars 2020 (en VàD)
    - 19 mars 2020 (en DVD et Blu-ray)

## Distribution
- Aaron Eckhart (VFQ : Daniel Picard) : Frank Penny
- Courtney Eaton (VFQ : Geneviève Bédard) : Ava Brooks
- Dina Meyer : Ruth Carter
- Giancarlo Esposito (VFQ : Alain Zouvi) : Volk
- Benjamin McKenzie (VFQ : Louis-Philippe Dandenault) : Dean Keller
- Jessica Lu (VFQ : Émilie Josset) : Clover
- Betsy Landin : Maya Prinz
- Lindsey Garrett : Walter
- Mason McCulley : Fletch
- Gary Peebles (VFQ : Mael Davan-Soulas) : Bunny
- Nickola Shreli : Hendrix
- James Hutchison III : Max Keller
- Jan Jeffcoat (VFQ : Isabelle Leyrolles) : l'animatrice

Direction Artistique : Michèle Lituac